# Verstrahlt
Verstrahlt ist ein Lied des deutschen Rappers Marteria in Zusammenarbeit mit Yasha. Es wurde erstmals am 13. August 2010 veröffentlicht und ist auf Marterias Album Zum Glück in die Zukunft enthalten.

## Inhalt und Radio-Boykott
In der ersten Strophe beklagt sich der Ich-Erzähler über sein kleinbürgerlich-spießiges Leben. Als er sich dann in eine Frau verliebt, versetzt ihn das in eine Euphorie, in der er seine Alltagswelt nicht mehr wahrnimmt und nur noch in einer Traumwelt der Liebe lebt. Diesen Zustand beschreibt er mit den Worten: „ich bin so schön verstrahlt“. Das titelgebende Wort verstrahlt steht in der Jugendsprache als Synonym für „abseits der Realität leben“ (z. B. im Drogen- oder Liebesrausch) und ist also lediglich eine Metapher, die nichts mit einer tatsächlichen radioaktiven Verstrahlung zu tun hat.
Trotzdem wurde das Lied nach der Nuklearkatastrophe von Fukushima (2011) von diversen Radiostationen nicht mehr gespielt. Offenbar fürchteten viele Radioprogrammverantwortliche einen „faden Beigeschmack“ aufgrund des Titels. Marteria verteidigte seinen Text: „Das, was in Japan passiert ist, ist eine der größten Katastrophen überhaupt. Man kann das kaum in Worte fassen. Das alles hat aber nichts mit dem Song zu tun, da er von einer ganz anderen Thematik handelt.“ (Marteria).
Aus den gleichen Gründen war das Lied Perfekte Welle der Band Juli nach den verheerenden Tsunamis an den Küsten des Indischen Ozeans (2004) aus den Radios verbannt worden.

## Sonstiges
- Das Musikvideo wurde von Daniel Franke inszeniert und geschnitten. Bei der Echo-Verleihung für das Jahr 2010 war es als bestes Musikvideo nominiert.[6] Auf YouTube hat das Video mehr als 12 Millionen Aufrufe (Stand: Mai 2021).
- Der Song ist auch auf diversen Kompilationen zu finden, z. B. auf „Bravo Black Hits Vol. 23“ (Polystar, 2010), „Booom 2011 – Die Hit-Explosion“ (Sony, 2010) oder „SongPoeten“ (Sony, 2016)[7]
- Der Song ist auch auf dem Soundtrack zum Computerspiel FIFA 12 enthalten.[8]
- Der Name des Künstlers wird auf dem Singlecover dargestellt mit MΛRTERIΛ. Einer Eigenschreibweise, die der Künstler häufiger benutzt.

## Rezeption
Dani Fromm von laut.de meinte zu Verstrahlt, dass es ein Kunststück wäre, ein Lied mit „wabernden Synthiesounds […] zugleich maschinengeneriert und einladend-flauschig erscheinen zu lassen“. Ein Autor von Kopfmusik meint, dass mit dem Song ein zeitloser Hit geschaffen worden wäre, „der sich bei jedem, egal ob Rap Liebhaber oder nicht, wohltuend in den Gehörgang frisst und dort so schnell nicht mehr raus geht“ und, dass es das erste „Wow-Erlebnis“ auf seinem Album wäre.

## Kommerzieller Erfolg

### Chartplatzierungen
Der Song erreichte in den deutschen Top 100 Platz 32. In den österreichischen Charts erreichte Marteria mit Platz 30 die erste Chartplatzierung in diesem Land. In Deutschland blieb man dabei zehn, in Österreich vier Wochen in den Hitparaden.
| ChartsChartplatzierungen | Höchstplatzierung | Wochen |
| ------------------------ | ----------------- | ------ |
| Deutschland (GfK)        | 32 (10 Wo.)       | 10     |
| Österreich (Ö3)          | 30 (4 Wo.)        | 4      |

### Auszeichnungen für Musikverkäufe
| Land/Region        | Auszeichnungen für Musikverkäufe (Land/Region, Auszeichnung, Verkäufe) | Verkäufe |
| ------------------ | ---------------------------------------------------------------------- | -------- |
| Deutschland (BVMI) | Gold                                                                   | 150.000  |
| Insgesamt          | 1× Gold ·                                                              | 150.000  |